# 抱犊崮土匪邮票
抱犊崮土匪邮票，是1923年中国山东临城劫车案期间，由美国商人卡尔·克劳（Cart Crow）及其助手麦根（McCann）以“抱犊崮土匪邮政”（Pao Tzu Ku Bandit Post）名义，委托当地一家刻字店印制的邮票。严格意义上来说，抱犊崮土匪邮票属于所谓“花纸头”（即模仿邮票形式印制的印刷品），也并无任何邮政机关承认其为合法邮资凭证。尽管如此，该套邮票的“发行方”——“抱犊崮土匪邮政”仍被《吉尼斯世界纪录大全》认定为“世界上唯一由罪犯开办的邮政”。

## 历史
1923年5月6日，以孙美瑶为首的土匪武装“山东建国自治军”在山东临城（今枣庄市薛城区）与沙沟之间破坏铁路，令一列由江苏浦口开往天津的特快列车出轨，并掠夺财物，挟持中外旅客多人入山，然后提出“山东建国自治军”改编为正规军等谈判条件，此即“临城大劫案”。
案发后，由于车上有外国乘客，英美等国立刻向当时的北洋政府提出强烈抗议，要求在最短时间内解救人质。北洋政府担心孙美瑶“撕票”，无法向各国交待，便答应同孙美瑶谈判。双方达成协议，由当时在上海经营广告业的美国商人卡尔·克劳做中间人，负责双方的沟通与联系。随后，克劳和他的助手麦根以美国红十字会及美国商会代表的名义来到临城，负责给那些被扣押的旅客运送食品、衣服以及信件，同时负责寄递被扣人质的信件。克劳把这些信件装在一个木箱子里，箱子上面用英文写着“土匪邮政”（Bandit Post），之后交给邮局寄往各地。
据克劳事后回忆，所谓“土匪邮票”只是为了打发无聊时间的“游戏之作”。1923年5月中旬的一天，克劳和麦根闲逛时，走进一家兼营印刷业务的小刻字店，联想到“土匪邮政”信箱，一时兴起，回到住处后连夜设计邮票样图。第二天，克劳将设计图稿交给前一日光顾的刻字店，印刷了300套“土匪邮票”。印好以后，克劳便把邮票带到人质当中，并声称今后无论是谁往外寄信，都必须要加贴这种专用邮票，否则无法投递。然而事实上所谓的“土匪邮票”并非合法邮资凭证，克劳仍然要在人质寄出的信件上加贴中华民国邮票；信到邮局时，邮政局的工作人员在两种邮票上都盖了邮戳。
由于信件大都是寄往上海的，“土匪邮票”立刻在上海传开，再加上媒体把“土匪邮票”与临城劫车案联系起来大肆渲染，“土匪邮票”一时声名鹊起。为此克劳将每种“土匪邮票”各加印300张，卖给上海的邮商和集邮爱好者，所得款项用于为人质寄信。此事也引致当时中国邮政主管部门的紧张，并派人调查，最后下令“凡是贴有土匪邮票的邮件，不管是否贴有中国正式邮票，一律不予收寄”。
由于印刷量少，发行时间短，再加上与临城大劫案这一惊天大案有关，随着时间推移，“土匪邮票”成为珍邮。在邮市上也出现了大量石刻印刷的“土匪邮票”的赝品（正品为木刻印刷）。

## 图案
“土匪邮票”一套两枚，均为无齿票，木刻雕版印刷。其中面值5分的邮票由麦根设计，主体图案为一座小山，代表人质被扣押的地方抱犊崮，邮票的两边分别用中文和英文竖写“抱犊崮”（PAO TZE KOU）字样，使用红色纸张印刷。由于制版疏忽，英文面值“5 CENTS”（5分）误加了一个“0”，被印成了“50 CENTS”，并同时标有汉字面值“五分大洋”，实际仍按5分使用。
面值10分的邮票由克劳设计，邮票四周有花边，上面没有图案，只有英文“PAO TZU KU BANDIT POST”（抱犊崮土匪邮政）和面值“TEN Cts”（10分）字样，使用黄色纸张印刷。